# Bob Watt
Robert McDonald "Bob" Watt, född 24 juni 1927 i Innisfail i Alberta, död 11 maj 2010 i Red Deer, var en kanadensisk ishockeyspelare.
Watt blev olympisk guldmedaljör i ishockey vid vinterspelen 1952 i Oslo.